# Catalogue Abell
Pour les articles homonymes, voir Abell.
Ne doit pas être confondu avec Catalogue Abell des nébuleuses planétaires.

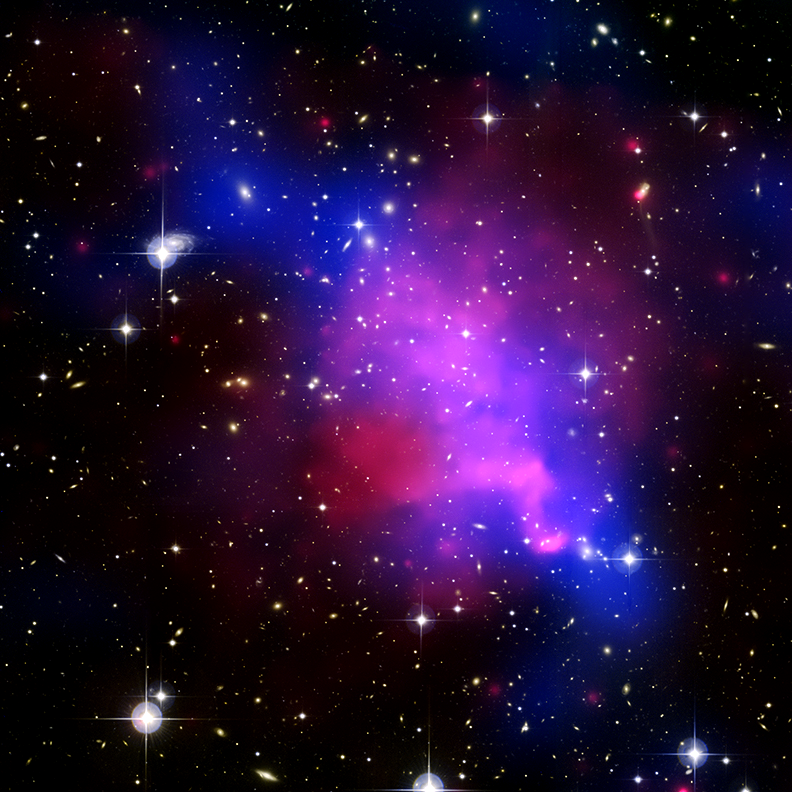
L'amas de galaxies Abell 520 vu par télescope spatial Chandra.

Le catalogue Abell des riches amas de galaxies liste 4 073 riches amas galactiques dont les valeurs du décalage vers le rouge z sont par principe entre 0,02 et 0,2. Publié par George Ogden Abell en 1958, ce catalogue du ciel complet couvre au départ 2 712 amas visibles depuis l'hémisphère Nord. En 1989, il est enrichi par 1 361 autres amas visibles dans certaines parties de l'hémisphère sud et qui ont été jusqu'alors omis. Le travail de cette partie Sud est également fait par George Abell (jusqu'en 1983), assisté par Harold Corwin et Ronald Olowin qui le publient en 1989.

## Historique
En 1933, le nombre d'amas de galaxies listés par Harlow Shapley était de 25. En 1949, le nombre d'amas de galaxies connus était limité à quelques douzaines. C'est avec le programme de relevé du ciel par l'observatoire du mont Palomar effectué entre 1948 et 1958, sur lequel s'appuie principalement la première partie de ce catalogue, que le nombre d'amas de galaxies connus est porté à plusieurs milliers.

### Partie Nord
Le catalogue présenté en 1958 fait partie de la thèse PhD de George Abell, alors étudiant du California Institute of Technology. Abell était assisté au début par Albert George Wilson, de 9 ans son ainé, et qui a eu sa thèse en 1947. Ce dernier l'aidait régulièrement à contrôler les plaques photographiques du Palomar Observatory Sky Survey. 
Abell confronte les résultats avec les observations de mouvements propres faites par le télescope Carnegie de 20 pouces (50,8 cm) de l'observatoire Lick . Ce qui lui permet d'éliminer plusieurs amas apparents, qui ne sont pas d'associations physiques de galaxies. En appliquant ses critères de richesse, compacité, distance et latitude galactique, il en retient 2 712 sur les amas déjà connus et les quelques dizaines de milliers d'amas nouvellement découverts.   

### Partie Sud

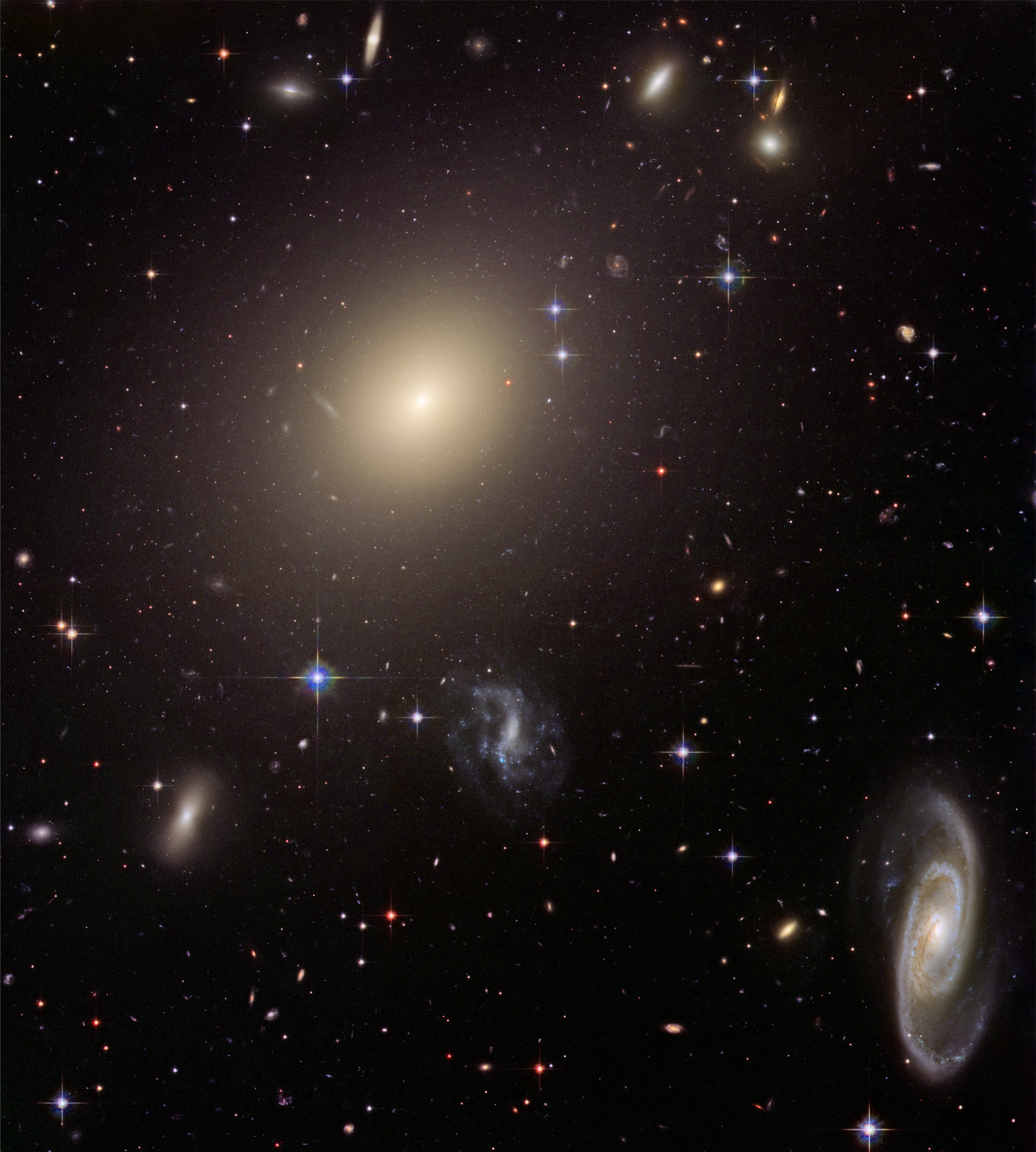
L'amas de galaxies Abell S740

Le relevé du ciel par l'observatoire du mont Palomar ne couvre pas les zones de la sphère céleste au sud de la déclinaison -27°, limite de visibilité à l'époque pour l'observatoire qui se trouve en Californie. Pour pallier ce manquement, mais aussi pour corriger certaines erreurs, et pour apporter des améliorations à la première version, en 1975, George Abell commence la deuxième phase de travail pour ce catalogue avec l'aide du UK Schmidt Telescope à l'Observatoire de Siding Spring en Australie. Cette fois il est aidé par Harold Corwin de l'université du Texas. Entre 1975 et 1977, George Abell passe une grande partie de son temps sur les sites de Siding Spring et d'Édimbourg du Royal Observatory pour exploiter les clichés. Harold Corwin continue seul les observations entre 1977 et 1981. Un état d'avancement est fourni par les deux astronomes en 1983. À cette date, le travail est à mi-chemin. Le 7 octobre 1983 survient le décès de George Abell. Harold Corwin, quant à lui, est complètement engagé dans le « Third Reference Catalogue of Bright Galaxies ». Sur la suggestion de G. Chincarini en 1984 et sous le patronage de la National Science Foundation, la suite du travail est assurée par Ronald Olowin, qui continue à exploiter les clichés du UK Schmidt Telescope. Le catalogue complet, intégrant la partie Sud plus les corrections et améliorations, est soumis le 31 mai 1988 et validé le 19 juillet. En mai 1989 il est publié dans la revue The Astrophysical Journal.

### Mises à jour
Plusieurs corrections et améliorations sur la partie Nord du catalogue ont été apportées en 1980 par Katherine Sedwick et Albert Lee, alors étudiants diplômés du « Department of Astronomy » de l'University of California, Los Angeles sous la direction de George Abell. Dans la version publiée en 1989 on trouve également des corrections suggérées par Harold Corwin en 1972, Leir en 1976, Struble et Rood[Qui ?] en 1987.

## Critères
Pour entrer dans le catalogue les amas de galaxies doivent satisfaire certains de ces 4 critères :

### Richesse
Un amas doit avoir une population minimale de 50 membres pas moins brillants de 2 unités de magnitude par rapport à son troisième membre le plus brillant. Pour assurer une marge d'erreur saine, ce critère n'est pas rigoureusement appliqué, et le catalogue final comporte plusieurs amas possédant moins de cinquante membres. Ces derniers sont toutefois exclus de l'étude statistique fournie par Abell en annexe. Abell divise les amas en six « groupes de richesse » classés par le nombre de galaxies ayant une magnitude entre {\displaystyle m_{3}} et {\displaystyle m_{3}+2} dans l'amas, autrement dit entre la magnitude de la troisième galaxie la plus brillante et cette magnitude plus 2 : 
- Groupe 0 : 30-49 galaxies
- Groupe 1 : 50-79 galaxies
- Groupe 2 : 80-129 galaxies
- Groupe 3 : 130-199 galaxies
- Groupe 4 : 200-299 galaxies
- Groupe 5 : plus de 299 galaxies

Le nombre moyen de galaxies par amas dans tout le catalogue est 64. Dès qu'un amas possède au moins 50 membres brillants (groupes 1 à 5), on parle d'« amas véritablement riche » (genuinely rich cluster).

### Compacité
Un amas doit être suffisamment compact de telle sorte que cinquante ou plus de ses membres se trouvent dans un rayon r du centre de l'amas. Ce rayon, appelé de nos jours « rayon d'Abell » (Abell radius) est arbitrairement identique pour tous les amas. En 1958, avec la valeur de la constante de Hubble estimée à 180 km s−1 Mpc−1, le rayon d'Abell est évalué à 830 000 parsecs. De nos jours, avec une constante de Hubble estimée à 75 km s−1 Mpc−1, le rayon d'Abell, défini par la formule 1,72/z arc-minutes, où  z est le  décalage vers le rouge de l'amas, est aux alentours de 2 000 000 parsecs.

### Distance
Pour des questions d'ordre pratique dans l'exploitation et la vérification des plaques photographiques, Abell a fixé les limites qu'un amas doit avoir un décalage vers le rouge entre 0,02 et 0,2. Plus près, l'amas se trouverait réparti sur plus d'une plaque, ce qui rendrait fastidieux les vérifications et présentations. Plus loin, on dépasserait la magnitude 20,0 qui constituait une limite de certitude de visibilité pour les instruments et matériels de l'époque. En gros, un décalage vers le rouge entre 0,02 et 0,2 équivaut à une vitesse d'éloignement entre 6 000 et 60 000 km/s. Ce qui correspond aux distances entre 33 et 330 Mpc dans l'article d'Abell - avec l'hypothèse d'une constante de Hubble valant 180 km s−1 Mpc−1 - ou entre 85 et 850 Mpc pour une constante de Hubble estimée à 71 km s−1 Mpc−1 récemment. Des mesures postérieures ont montré que plusieurs amas dans le catalogue sont encore plus lointains, certains jusqu'à z = 0,4 (environ 1 700 Mpc).
Étant donné que la distance pour les corps célestes s'obtient à partir de la magnitude apparente, mais avec une moins bonne certitude, Abell a classifié les amas de son catalogue dans 7 groupes, basé sur la magnitudes du dixième membre le plus brillant :
- Groupe 1 : mag 13,3-14,0
- Groupe 2 : mag 14,1-14,8
- Groupe 3 : mag 14,9-15,6
- Groupe 4 : mag 15,7-16,4
- Groupe 5 : mag 16,5-17,2
- Groupe 6 : mag 17,3-18,0
- Groupe 7 : mag > 18,0

Toutefois, dans la partie Sud du catalogue, la magnitude a laissé place au décalage vers le rouge pour représenter la distance.

### Latitude galactique
Les parties du ciel dans le voisinage du plan galactique de la Voie lactée sont en principe exclues de l'étude car la densité des étoiles et les obscurcissements interstellaires rendent difficile l'identification des amas de galaxies. Mais comme le critère de la richesse, celui-ci n'est pas rigoureusement appliqué. Plusieurs amas se trouvant dans le plan galactique ou dont la latitude y est proche figurent quand-même dans le catalogue car remplissant bien les autres critères.

## Présentation

### Publication de 1958
Dans la publication originale, les amas sont listés dans l'ordre croissant des ascensions droites, et numérotés de 1 à 2712. Ces amas sont donc appelés Abell 1 à Abell 2712 si l'on réfère à ce catalogue. D'autres conventions sont : ABCG 1234, AC 1234, ACO 1234, A 1234 et A1234. George Abell préfère le dernier mais ACO 1234 est devenu le format préféré des astronomes professionnels, et recommandé par le Centre de Données astronomiques de Strasbourg.
Les positions des amas sont fournies en coordonnées équatoriales, d'abord en époque de 1855 (Bonner Durchmusterung), puis en époque de 1900. La raison est qu'en 1958 plusieurs publications disponibles, dont le Sky Atlas de l'Observatoire du Mont Palomar se basent encore sur les données du Bonner Durchmusterung . Comme celui-ci ne va pas au-delà de la déclinaison -23° Sud, les positions des amas entre -23° et -27° Sud s’appuient sur celles du  catalogue (Córdoba Durchmusterung) de 1875, mais sont ajustées à l'époque de 1855 pour ramener toutes les positions à la même équinoxe. 
Les colonnes suivantes concernent :
- Le taux de précession pendant 10 ans de l'amas calculé pour l'équinoxe de 1900,
- Les coordonnées galactiques de l'amas calculé pour le pôle galactique de 1900,
- La magnitude apparente de la dixième galaxie la plus brillante de l'amas,
- La distance, et
- La richesse de l'amas.

### Publication de 1989
Dans cette publication, les amas sont présentés dans deux tables principales et une table supplémentaire :
- La Partie Nord (Northern Survey) avec les amas numérotés de 1 à 2712;
- La Partie Sud (Southern Survey) avec les amas numérotés de 2713 à 4076;
- Le Supplément des amas du Sud (Supplementary Southern Clusters) avec les amas numérotés S0001 à S1147;

soit, en nombre d'entrées, presque le double de la publication précédente.
La Partie Nord (Northern Survey) reprend l'intégralité des amas traités dans la publication de 1958. Les amas y sont listés dans l'ordre de parution de 1958, mais leurs positions ne sont plus fournies en coordonnées équatoriales de 1855. À la place, on en trouve les colonnes correspondant aux époques de 1950 et de 2000. Les coordonnées galactiques sont fournies pour l'époque de 1950 et non plus de 1900. En plus des colonnes de la magnitude apparente de la dixième galaxie la plus brillante, la distance, et la richesse de l'amas déjà présentes en 1958, figurent notamment:
- La classification de l'amas selon le système de Bautz-Morgan.
- Le redshift de l'amas selon Struble et Rood

Dans la Partie Sud (Southern Survey), les amas sont numérotés et listés dans l'ordre croissant des ascensions droites correspondant à l'époque de 1950. On en trouve également les coordonnées équatoriales de l'époque 2000 pour le centre apparent de chaque amas. En plus des colonnes utilisées pour la Partie Nord - sauf la magnitude apparente de la dixième galaxie la plus brillante, qui est remplacée -, on trouve, entre autres :
- La classification de l'amas selon le système d'Abell, établi en 1965.
- Le poids total moyen V de la magnitude apparente du membre de rang 1 de l'amas, sans la correction de l'extinction galactique. Mêmes colonnes pour les membres de rang 3 et de rang 10 de l'amas.
- Références aux sources antérieures pour chaque amas, comme K. Klemola (1969) ou B. Braid et MacGillivray (1978), etc. [9]

Lors de la rédaction des notes, les auteurs ont trouvé que 3 des entrées sont en doublon (A3208 = A3207, A3833 = A3832, et A3897 = A2462). Ils ont choisi de les garder dans le catalogue en ajoutant une simple phrase de notification.
Le Supplément des amas du Sud ('Supplementary Southern Clusters) liste des amas qui sont trop lointains ou qui ne sont pas suffisamment riches pour être inclus dans le catalogue principal. On retrouve les mêmes colonnes qu'avec la Partie Sud, et les amas sont numérotés et listés dans l'ordre croissant des ascensions droites correspondant à l'époque de 1950.

## Exploitation
L'étude statistique fournie par Abell en annexe de la publication de 1957 —  sur les 1682 amas qui satisfont tous les 4 critères précédemment mentionnés — lui permet de dégager des conclusions, confirmées par ses autres analyses et vérifications. Voici l'une de ces conclusions : La distribution des surfaces des amas est hautement non aléatoire. Une analyse de cette distribution suggère l'existence des amas de deuxième ordre de galaxies, ou des amas d'amas de galaxies (superamas de galaxies).

## Amas de galaxiesd'Abell
- Abell 39
- Abell 68
- Abell 370 - amas et première lentille gravitationnelle découverte
- Abell 383
- Abell 400
- Abell 426 - Amas de Persée
- Abell 520
- Abell 569
- Abell 1060 - Amas de l'Hydre
- Abell 1367 - Amas du Lion
- Abell 1413
- Abell 1631
- Abell 1656 - Amas de Coma
- Abell 1689
- Abell 1795
- Abell 1835 - derrière laquelle se trouverait la galaxie la plus éloignée connue, « Abell 1835 IR1916 »
- Abell 2029
- Abell 2142
- Abell 2151 - Amas d'Hercule
- Abell 2218
- Abell 2256
- Abell 2319
- Abell 2384
- Abell 2440
- Abell 2589
- Abell 2666
- Abell 2667 - une lentille gravitationnelle, produisant l'un des arcs gravitationnels les plus brillants
- Abell 3128 - l'amas Shapley 20
- Abell 3158 - l'amas Shapley 17
- Abell 3266 - partie du superamas de l'Horloge
- Abell 3526 - l'amas du Centaure
- Abell 3341
- Abell 3363
- Abell 3558 - l'amas Shapley 8
- Abell 3565 - partie du superamas de l'Hydre-Centaure
- Abell 3574 - partie du superamas de l'Hydre-Centaure
- Abell 3581 - partie du superamas de l'Hydre-Centaure
- Abell 3627 - l'amas de la Règle
- Abell 3827
- Abell S636 - l'Amas de la Machine pneumatique, partie du superamas de l'Hydre-Centaure
- Abell S0740 - à 450 millions d'années-lumière dans la constellation du Centaure
- Abell S0373 - Amas du Fourneau